# Terremoto del Cusco de 1986
El terremoto del Cusco de 1986 fue un seísmo ocurrido el 5 de abril de 1986 que afecto principalmente la ciudad del Cusco, Perú. Fue un evento destructor que generó grandes daños a las edificaciones históricas de la zona monumental de la ciudad, el resquebrajamiento de algunos muros en la ciudadela de Machupicchu así como 9 muertes, 80 heridos y 13 mil damnificados. Según Cabrera y Sébrier (1998), éste sismo fue localizado a 8 km al noreste de la ciudad de Cusco. Fue generado por la reactivación de la fallas Chinchero-Qoricocha, presentó una longitud de 3 km y desplazamiento de hasta 10 cm, con extensión en dirección Norte-Sur.
Es considerado, junto con los terremotos de 1650 y de 1950 como uno de los tres seísmos más destructivos que sufrió la ciudad del Cusco.